# Stanislav Holý
Stanislav Holý, češki grafik, ilustrator, karikaturist in oblikovalec animiranih filmov, * 1943, † 1998.
Holý je najbolj poznan po svojem delu na področju otroških knjig in otroškega TV programa.